# Guerra anglo-americana de 1812-1815

Principals escenaris de la Guerra.

La Guerra anglo-nord-americana també coneguda com a Guerra anglo-americana o Guerra del 1812 va ser una guerra que va enfrontar els Estats Units contra el Regne Unit i les seves colònies canadenques, que van lluitar entre 1812 i 1815 per terra i mar. Els Estats Units van declarar la guerra al Regne Unit el 18 de juny de 1812.

## Antecedents
Els Estats Units van aprofitar la seva neutralitat per alleugerir l'embargament britànic als ports controlats per França, i Gran Bretanya va intentar tallar aquest comerç, provocant un augment de la tensió durant les guerres napoleòniques, ja que la Royal Navy necessitava desesperadament mariners entrenats i perdia constantment desertors que buscaven feina millor pagada a bord dels vaixells mercants nord-americans amb una disciplina menys draconiana. Els Estats Units, al mateix temps, cobejaven l'adquisició del Canadà, que Gran Bretanya no es podia permetre el luxe de perdre, ja que les seves flotes navals i mercants s'havien construït en gran part amb fusta americana abans de la independència dels Estats Units, i amb fusta canadenca després., el reclutament forçós dels marins mercants nord-americans en la Royal Navy, el suport britànic de les tribus índies americanes contra l'expansió nord-americana, indignació per insults a l'honor nacional després d'humiliacions a alta mar, i el probable desig estatunidenc d'annexar Canadà.
A la tardor de 1811, William Henry Harrison, el governador territorial d’Indiana va derrotar Tecumseh a la batalla de Tippecanoe, i la derrota va convèncer a molts indis del territori del nord-oest que necessitaven el suport britànic per evitar que els colons americans els empenyessin més fora de les seves terres. La Confederació de Tecumseh, que va rebre 25.000 armes britàniques, va lluitar amb els britànics.

## Desenvolupament de la guerra

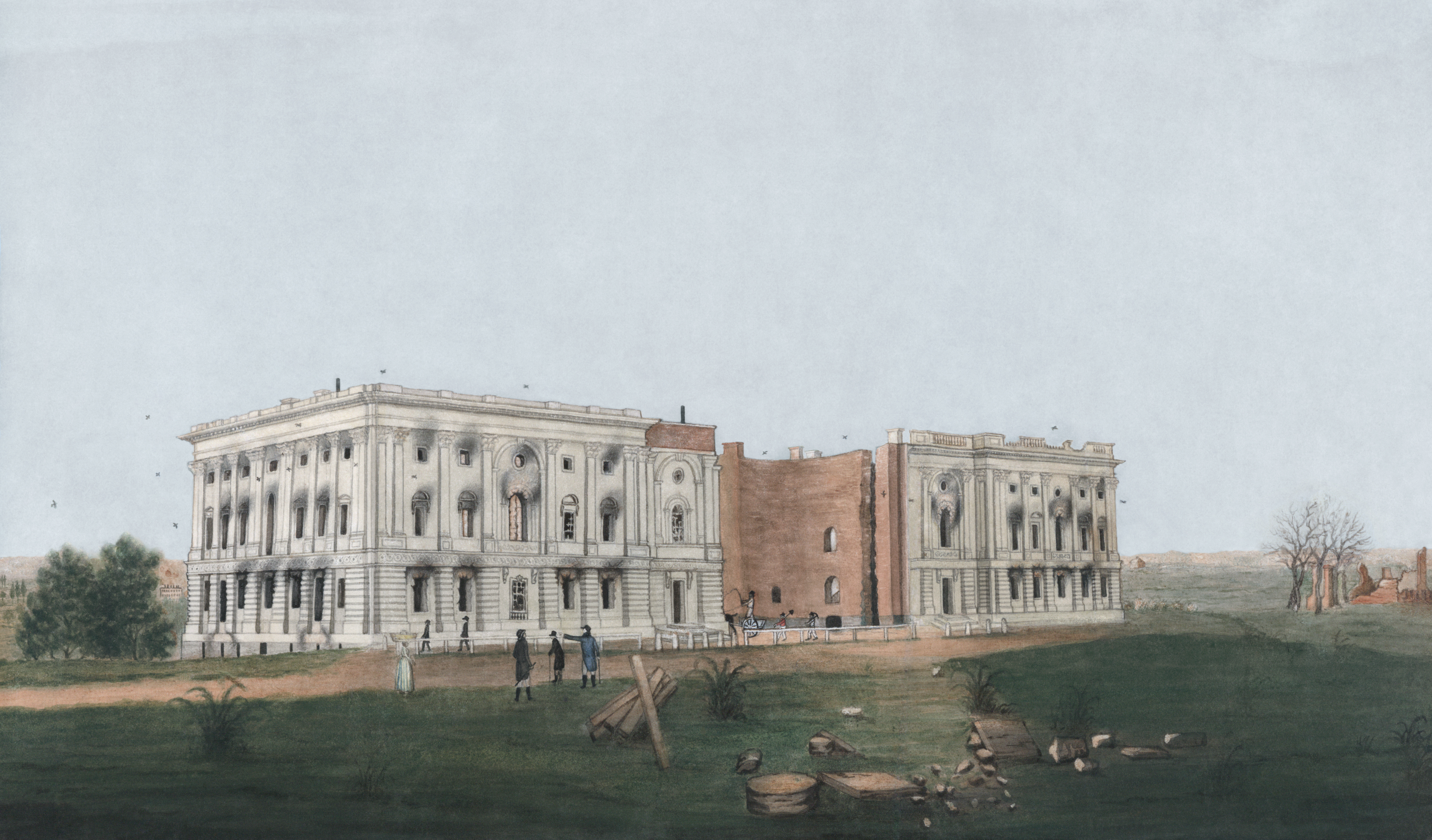
El Capitoli en ruïnes després de l'Incendi de Washington DC el 1814.

El bloqueig naval dels Estats Units des de la Bermudes va començar de manera informal a finals de tardor de 1812. Sota el comandament de l'almirall britànic John Borlase Warren, es va estendre des de Carolina del Sud fins a Florida,expandint-se per tallar més ports a mesura que avançava la guerra. Vint vaixells hi estaven estacionats el 1812 i 135 al final del conflicte. El març de 1813, la Marina Reial va castigar els estats del sud, que van mostrar la màxima vocació sobre l'annexió de l'Amèrica del Nord britànica, bloquejant Charleston, Port Royal, Savannah i la ciutat de Nova York. Es van enviar vaixells addicionals a Amèrica del Nord el 1813 i la Royal Navy va endurir i estendre el bloqueig, primer a la costa sud de Narragansett el novembre de 1813 i a tota la costa americana el 31 de maig de 1814 després de l'abdicació de Napoleó i la fi dels problemes de subministrament de l'exèrcit de Wellington.
Les províncies atlàntiques estaven protegides pel poder marítim britànic i el Baix Canadà per la seva distància i per la fortalesa de Quebec, però l'Alt Canadà semblava ser un objectiu fàcil perquè la població era predominantment americana i la província estava lleugerament defensada, així els dirigents americans pensaven que els colons del territori dominat per la Gran Bretanya passarien amb gust als Estats Units d'Amèrica.
Una força nord-americana dirigida pel general William Hull va creuar des de Detroit cap al Canadà, obligant Isaac Brock a avançar des de York per contrarestar la invasió. Quan va arribar al fort britànic d'Amherstburg, la força d'invasió nord-americana ja s'havia retirat a Detroit, i amb Tecumseh al seu costat, va exigir la rendició de Detroit, que va fer el 16 d'agost, posant els territoris de Michigan i de l'Alt Mississipi sota control britànic. Després d’haver perdut un exèrcit a Detroit, els nord-americans en van perdre un altre a la batalla de Queenston Heights el 13 d’octubre després que la milícia es negués a passar al Canadà, tot citant la garantia constitucional que no hauria de lluitar en terres estrangeres, però en la batalla va morir Brock.
Els soldats nord-americans, l'abril de 1813 després de derrotar les tropes britàniques a la batalla de York (l’actual Toronto), llavors la capital de l'alt Canadà van saquejar la ciutat i van cremar el seu parlament. Tot i el bloqueig marítim de la Royal Navy al litoral oriental que va arruïnar el comerç nord-americà, a la batalla del llac Erie, del 10 de setembre de 1813 a Ohio, nou vaixells de la Marina dels Estats Units van derrotar i capturar sis vaixells de la Royal Navy britànica assegurant el control nord-americà del llac Erie i del llac Champlain durant la resta de la guerra, que al seu torn va permetre als nord-americans recuperar Detroit, guanyar la batalla de Thames i matar Tecumseh l'octubre de 1813, per trencar la confederació índia, prevenint així qualsevol amenaça d'una invasió a gran escala des del nord.
Amb la derrota de Napoleó l’abril de 1814 la Gran Bretanya va poder dedicar tota la seva atenció a l'esforç bèl·lic a Amèrica del Nord. Les forces britàniques reforçades van atacar la badia de Chesapeake i van arribar a la capital dels Estats Units, capturant Washington, D.C., el 24 d’agost de 1814 i van cremar edificis governamentals, inclosos la Casa Blanca i el Capitoli com a revenja de la crema del parlament de York l'any anterior. L'11 de setembre de 1814, a la batalla de Plattsburgh al llac Champlain de Nova York, la marina nord-americana va derrotar profundament la flota britànica. I el 13 de setembre de 1814, el fort McHenry de Baltimore va resistir 25 hores de bombardeig de la marina britànica, en la que es van llençar 1.500 projectils, i les tropes van retirar-se per atacar Nova Orleans.
Els nord-americans van destruir les forces britàniques compostes d'indis al sud-est, en la guerra Creek. Andrew Jackson va obligar els caps tant dels alts creeks com dels baixos creeks a signar el Tractat de Fort Jackson i cedir 85.335 km² al Govern dels Estats Units i amb els Bastons Vermells subjugats, Andrew Jackson va tornar la seva atenció a la regió de la Costa del Golf, va envair la Florida espanyola i va expulsar una força britànica de Pensacola (Florida), i van construir un fort a Mobile.
A finals de 1814, els britànics van llançar una doble ofensiva al Sud. A la costa atlàntica, l'almirall George Cockburn havia de tancar el comerç costaner i desembarcar per avançar a través de Geòrgia fins als territoris occidentals. Mentre estava a la costa del Golf, l'almirall Alexander Cochrane es va traslladar a Louisiana i al territori del Mississipi. Els vaixells de l'almirall Cochrane van arribar a la costa de Louisiana el 9 de desembre i Cockburn va arribar a Geòrgia el 14 de desembre. Les forces nord-americanes van rebutjar un assalt britànic contra Nova Orleans el 8 de gener de 1815. La batalla es va produir abans que les notícies d'un tractat de pau arribessin als Estats Units.

## Conseqüències
Amb la derrota de Napoleó el 1814 contra la Sisena Coalició, i l'estancament als fronts, les dues nacions van arribar un acord de pau pel Tractat de Gant que retornava les fronteres a l'statu quo previ a la guerra. Al Canadà, aquesta guerra es recorda com una victòria en evitar la conquesta dels seus veïns del sud, mentre que als Estats Units és celebrada com el naixement d'un nou esperit d'unitat nacional de la jove nació i una important demostració de força internacional que faria que des de Londres no es tornés a qüestionar la independència nord-americana.
Per als nadius americans, la guerra de 1812 va ser una lluita desesperada per la seva llibertat i independència, i el resultat de la guerra va ser catastròfic, així que van continuar lluitant en la Guerra de Tecumseh que va acabar amb la victòria nord-americana a la batalla de Thames a l'octubre de 1813, la mort de Tecumseh, i el trencament de la seva coalició de nadius americans. La proposta britànica de crear una zona índia amortidora a Ohio i Michigan es va col·lapsar després que la coalició índia s'enfonsés, i les febles garanties de l'article IX del Tractat de Gant, pel que fa al tracte dels indis nord-americans van ser ignorades. La pèrdua d’influents caps tribals i milions d’acres de territori va deixar les comunitats tribals debilitades i a la mercè de l'expansionisme americà, Molts refugiats de tribus derrotades van passar la frontera cap al Canadà; els del sud van anar a Florida mentre estava sota control espanyol.
Acabada la guerra de 1812 el general Andrew Jackson va atacar la Florida espanyola contra els seminoles. Gran Bretanya i Espanya van expressar la seva indignació per la invasió dels Estats Units però Espanya ja no va poder defensar ni controlar el territori i finalment pel Tractat d'Adams-Onís, la frontera amb Espanya es va fixar més enllà del riu Sabina i Arkansas fins al paral·lel 42 °, com a conseqüència immediata Espanya va perdre el territori d'Oregon, la Florida espanyola, la Louisiana espanyola i la possibilitat de navegar pel riu Mississipi, quedant com a única sobirana de Texas.

## The Star-Spangled Banner
Francis Scott Key es va inspirar en la Batalla de Baltimore per a escriure un poema, "The Defence of Fort McHenry", que es va convertir en una cançó patriòtica després que s'adaptés a la música d'una cançó en anglès: To Anacreon in Heaven. Va esdevenir himne nacional per una resolució del Congrés americà el 3 de març del 1931.

## L'Oncle Sam
A Troy (Nova York), un proveïdor militar anomenat Sam Wilson va empaquetar racions de carn en barrils etiquetats amb US. Segons la tradició local, es va dir a un soldat que les inicials representaven “Uncle Sam” Wilson, que alimentava l'exèrcit. El nom va perdurar com a abreviatura del govern dels Estats Units. Tot i això, la imatge de l’oncle Sam com a reclutador de barba blanca no va aparèixer durant un segle més, durant la Primera Guerra Mundial.